# 李莼
李莼（？—？），字茆川，号新塘，直隸省順天府寶坻縣（今天津市宝坻区）人，清朝政治人物，進士出身，官至奉天學政。

## 生平
清朝嘉慶二十三年中舉人，道光三年得三甲十五名進士，授为翰林院庶吉士。道光六年，任翰林院检讨。后历任江西道御史、署理給事中、工科掌印給事中、內閣侍讀學士。道光23年，授为奉天府府丞兼理奉天學政，任上上奏朝廷请求增加考试名额。后职官为候補四品京堂。咸丰元年，清文宗爱其才，外放徽州知府在任候补道钦加盐运使衔，卒于徽州任上。